# Balatonfenyves
Balatonfenyves község Somogy vármegyében, a Fonyódi járásban.

## Fekvése
A Balaton déli partján helyezkedik el. Déli irányból a Nagy-Berek vidéke övezi. Fonyód közvetlen nyugati és Balatonmáriafürdő közvetlen keleti szomszédja.
A 7-es főút és a Budapest–Murakeresztúr-vasútvonal kettévágja lakott területét, az M7-es autópálya pedig külterületének déli szélén húzódik.

## Története
Balatonfenyves 1958-ban jött létre Balatonmáriafürdő, Balatonkeresztúr, Fonyód és Somogyszentpál egyes területeiből. (Például Balatonkeresztúr Józseftelep és Somogyszentpál Imremajor és Pálmajor nevű részéből.) Korábban e területen főleg tanyák és vadászházak voltak. A községet déli irányból övező Nagy-Berek vidéke és a mellette elhelyezkedő erdők vadállománya ma is, a jelentős méreteket öltött erdőirtások és vadászat ellenére is gazdagnak mondható.
A korábban Fonyódhoz tartozó település az 1991. május 12-én megtartott népszavazás eredményeként vált önállóvá.

## Közélete

### Polgármesterei
- 1991–1994:
- 1994–1998: Lombár Gábor György (független)[4]
- 1998–2002: Lombár Gábor György (független)[5]
- 2002–2006: Lombár Gábor György (független)[6]
- 2006–2010: Lombár Gábor György (független)[7]
- 2010–2014: Lombár Gábor György (független)[8]
- 2014–2019: Lombár Gábor György (független)[9]
- 2019–2024: Lombár Gábor György (független)[10]
- 2024– : Farkas Tamás (független)[1]

## Népesség
A település népességének változása:
| Lakosok száma | 1874 | 1855 | 1833 | 1949 | 1911 | 2022 | 2019 |
|               | 2013 | 2014 | 2015 | 2021 | 2022 | 2023 | 2024 |

A 2011-es népszámlálás során a lakosok 82,6%-a magyarnak, 3,3% németnek, 1,3% cigánynak, 0,4% horvátnak, 0,4% románnak, 0,2% szlováknak mondta magát (17,3% nem nyilatkozott; a kettős identitások miatt a végösszeg nagyobb lehet 100%-nál). A vallási megoszlás a következő volt: római katolikus 50,4%, református 5%, evangélikus 1,1%, izraelita 0,3%, felekezet nélküli 9,4% (33,4% nem nyilatkozott).
2022-ben a lakosság 82,5%-a vallotta magát magyarnak, 4,6% németnek, 0,5% cigánynak, 0,3% horvátnak, 0,1-0,1% románnak, ruszinnak, szerbnek, ukránnak és szlováknak, 2,9% egyéb, nem hazai nemzetiségűnek (16,1% nem nyilatkozott; a kettős identitások miatt a végösszeg nagyobb lehet 100%-nál). Vallásuk szerint 38,2% volt római katolikus, 5,1% református, 1,7% evangélikus, 0,6% görög katolikus, 0,7% egyéb keresztény, 1% egyéb katolikus, 11,4% felekezeten kívüli (41,1% nem válaszolt).

## Nevezetességei
- Balatonfenyvesi Gazdasági Vasút
- Országzászló, melyet 2019-ben avattak fel. A hozzá vezető út mellé olyan rózsabokrokat telepítettek, amelyek a Trianonban elcsatolt országrészekből származnak.[13]

## Képek

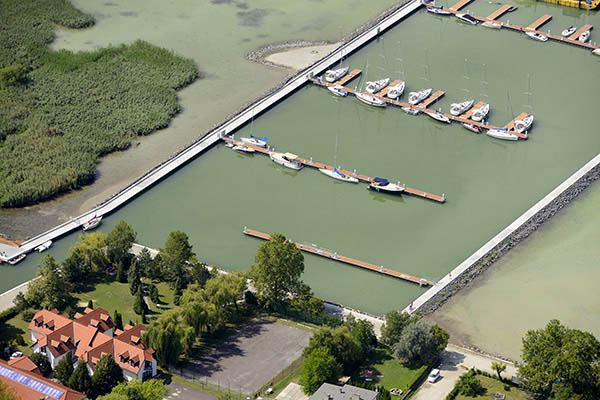
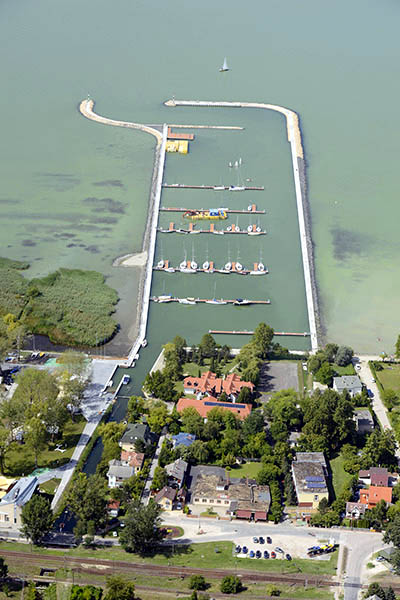
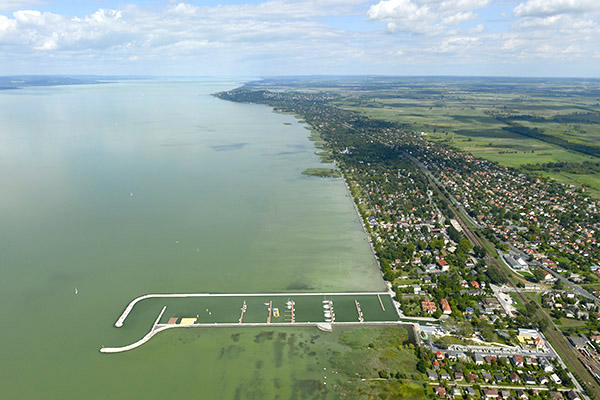
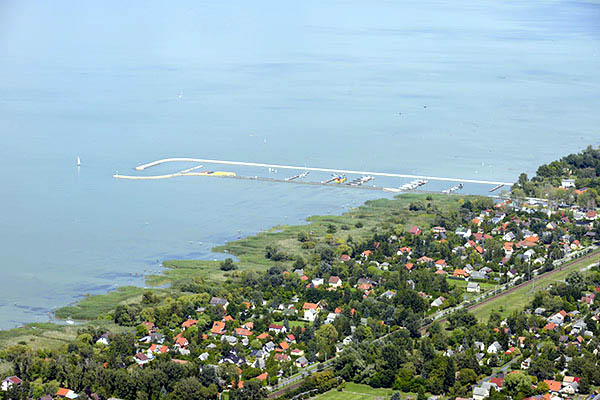

## Híres emberek
- Itt hunyt el 1943-ban Szendrey Zsigmond néprajzkutató tanár.
- Itt hunyt el Földváry Miksa (1877–1945) erdőmérnök.